# Pomadasys bayanus
 Pomadasys bayanus és una espècie de peix de la família dels hemúlids i de l'ordre dels perciformes.

## Morfologia
Els mascles poden assolir els 51 cm de longitud total.

## Distribució geogràfica
Es troba des de la Península de Baixa Califòrnia (Mèxic) fins al Perú.